# Shin Kokin Wakashū
Lo Shin Kokin Wakashū (新古今和歌集, "Nuova raccolta di poesie antiche e moderne"), noto anche in forma abbreviata come Shin Kokinshū (新古今集) o anche colloquialmente come Shin Kokin, è l'ottava antologia imperiale di poesia waka compilata dalla corte giapponese, tradizione iniziata con il Kokin Wakashū nel 905 circa e terminata con lo Shinshokukokin Wakashū circa nel 1439. Il nome può essere letteralmente tradotto come "Nuova raccolta di poesie antiche e moderne" e ha una voluta somiglianza con quello della prima antologia. Insieme al Man'yōshū e al Kokinshū, lo Shin Kokinshū è considerato una delle tre antologie poetiche più influenti nella storia della letteratura giapponese. Fu commissionato nel 1201 dall'imperatore in pensione Go-Toba (1183-1198), che istituì un nuovo Dipartimento di Poesia nel suo castello di Nijō con undici Membri, guidati da Fujiwara no Yoshitsune, allo scopo di condurre concorsi di poesia e compilare l'antologia. Nonostante la sua enfasi sui poeti contemporanei, lo Shin Kokinshū copriva una gamma più ampia di epoche poetiche rispetto al Kokinshū, comprese le poesie antiche che i curatori della prima antologia avevano deliberatamente escluso. Fu presentato ufficialmente nel 1205, nel 300º anniversario del completamento del Kokinshū.

## Editori dell'Antologia
Anche se Go-Toba ha mantenuto il potere di veto sulle poesie incluse nell'antologia e sull'ordine in cui sono state presentate, ha assegnato il compito della compilazione a sei membri del Dipartimento di Poesia. Questi erano Fujiwara no Teika (1162-1241), Fujiwara no Ariie (1155-1216), Fujiwara no Ietaka (1158-1237), Jakuren (c. 1139-1202), Minamoto no Michitomo (1171-1237) e Asukai Masatsune ( 1170-1221). All'antologia è stata data anche una prefazione in prosa giapponese di Fujiwara no Yoshitsune e una prefazione in cinese, la lingua accademica della Corte, di Fujiwara no Chikatsune, in un modo che ricorda il 'Kokinshū'.

## Significato
L'importanza dello Shin Kokinshū risiede principalmente nell'esperienza tecnica dei compilatori, nel loro uso nuovo e intensivo della tecnica letteraria nota come honkadori e nell'effetto che ciascuno di questi elementi ha avuto sulla poesia giapponese dopo la sua pubblicazione. Anche se il Kokinshū è famoso in parte per la sua organizzazione in tutta l'antologia, poiché ogni poema è generalmente usato come introduzione al successivo, lo Shin Kokinshū va ben oltre lo standard creato dalla raccolta originale. Gli editori del Kokinshū usavano collegare le poesie come guida generale, ma gli editori di Shin Kokinshū crearono "un'antologia che può essere letta dall'inizio alla fine come un'unica lunga struttura divisa in libri". Ad esempio, nelle sezioni sul tema della Primavera, i curatori hanno messo insieme una rappresentazione dettagliata in forma poetica dell'avanzare della primavera e del passare del tempo, usando parole ed espressioni simili per collegare ogni poesia alla successiva. Nella sezione sulle poesie di viaggio, la progressione va da poeti e stili antichi a quelli moderni e, come è comune nelle antologie waka giapponesi, le sezioni sull'Amore sono organizzate per mostrare le fasi di una relazione dal primo amore all'amara separazione.
Questo tipo di elaborazione dettagliata ha portato a un'antologia che non conteneva necessariamente tutte le migliori opere dell'epoca. Come si lamentò Fujiwara no Teika, l'insistenza di Go-Toba nell'includere nell'antologia le opere di compositori antichi, oscuri o addirittura incompiuti, al fine di mantenere collegamenti appropriati a quelle poesie degne, rese l'onore di avere 46 delle sue poesie incluse nell'antologia meno soddisfacente. Ego individuali a parte, il risultato finale è stata una composizione che non solo ha attraversato secoli di tradizione letteraria giapponese e stili letterari in evoluzione, ma ha anche fornito un vero e proprio libro di testo su come apparivano le poesie scritte bene e male. L'elaborata forma di concatenazione sviluppata dai compilatori viene ripresa e proseguita anche con lo sviluppo della forma renga o “versi concatenati”, in cui i poeti hanno scritto insieme una serie di versi a turno continuando l'immagine del verso precedente e introducendo qualcosa di nuovo per il prossimo poeta su cui lavorare. Anche i renga usano spesso la tecnica honkadori, poiché ogni poeta aveva solo una breve frase su cui lavorare ed era importante la possibilità di alludere a precedenti poesie complete.
Il termine "Honkadori" si riferisce alla pratica della "variazione allusiva" e può essere letteralmente tradotto come "prendere da un poema originale". Anche se le allusioni a poesie più antiche erano comuni nel discorso poetico del tempo, dopo l'XI secolo e prima della sperimentazione di Fujiwara no Teika con l'honkadori, era disapprovato fare ovvi "prestiti" da scrittori del passato. Tuttavia, ciò è cambiato in modo significativo con la pubblicazione dello Shin Kokinshū. Invece di imitare solo il flusso orizzontale del Kokinshū, le poesie della Nuova Collezione creano anche collegamenti verticali con le tradizioni poetiche del passato, e prendono a prestito da poesie specifiche e non semplicemente da frasi già pronte, gli autori e i curatori delle poesie dello Shin Kokinshū furono in grado di allontanarsi da argomenti abusati e più chiaramente non originali che i poemi antichi avevano reso popolare.

## Struttura
La struttura dello Shin Kokinshū riecheggia in molti modi quella del Kokinshū, ma mostra anche l'influenza delle antologie imperiali intervenute. Come si può vedere nella tabella sottostante, lo Shin Kokinshū omette alcuni libri dall'antologia originale e ne include altri su argomenti poetici che hanno guadagnato importanza solo dopo la pubblicazione del Kokinshū.
| Argomento   | Kokinshū    | Kokinshū            | Shin Kokinshū | Shin Kokinshū   |
| ----------- | ----------- | ------------------- | ------------- | --------------- |
| Le stagioni | 1-2         | Primavera           | 1-2           | Primavera       |
| Le stagioni | 3           | Estate              | 3             | Estate          |
| Le stagioni | 4-5         | Autunno             | 4-5           | Autunno         |
| Le stagioni | 6           | Inverno             | 6             | Inverno         |
|             | 7           | Congratulazioni     | 7             | Congratulazioni |
| 8           | separazioni | 8                   | Lamenti       |                 |
| 9           | Viaggiare   | 9                   | separazioni   |                 |
| 10          | Acrostici   | 10                  | Viaggiare     |                 |
| Amore       | 11-15       | Amore               | 11-15         | Amore           |
| Miscellanea | 16          | Lamenti             | 16-18         | Varie           |
| Miscellanea | 17-18       | Varie               | 16-18         | Varie           |
| Miscellanea | 19          | Moduli vari         | 19            | Poesie Shinto   |
| Miscellanea | 20          | Poesie Tradizionali | 20            | Poesie buddiste |

I 20 libri dello Shin Kokinshū contengono quasi 2.000 waka, con il numero che varia a seconda dell'edizione, poiché Go-Toba ha continuato a modificare ampiamente l'antologia anche dopo il suo esilio sull'isola di Oki. Ogni poesia è introdotta con informazioni riguardanti l'occasione per la quale è stata composta (se tale informazione era disponibile) e nella maggior parte dei casi è anche elencato un autore. I principali contributori poetici contemporanei allo Shin Kokinshū includono Saigyō con 94 poesie; Jien con 92; Fujiwara no Yoshitsune con 79; Fujiwara no Shunzei con 72; la principessa Shikishi con 49; Fujiwara no Teika con 46; Fujiwara no Ietaka con 43; Jakuren con 35; e Go-Toba con 33.